# Pont de la bibliothèque
Le pont de la bibliothèque (finnois : Kirjastosilta)  est un pont de circulation douce situé à Turku, en Finlande,.

## Emplacement
Le pont est situé entre le pont d'Aura et le pont de la cathédrale de telle sorte qu'il est à proximité de la bibliothèque principale située sur la rive ouest et du musée Aboa Vetus & Ars Nova sur la rive est du fleuve Aurajoki. Au niveau du pont et parallèlement à celui-ci, il y a Kauppiaskatu sur la rive ouest et Rettinginrinne sur la rive est, ainsi que Läntinen Rantakatu et Itäinen Rantakatu en direction du fleuve. Le pont relie le Quartier II au Quartier IV.

## Conception et construction
Un concours de conception a été organisé pour le pont, qui a été remporté en décembre 2010 par la proposition Crescendo d'Insinööritoimisto Pontek Oy. Pontek a également conçu deux autres ponts situés sur l'Aurajoki, le Teattersilta et le Tuomaansilta. Dans la proposition, le pont a la forme d'un S doux et est en béton. Le nom du pont Kirjastostilta a été choisi parmi les propositions du concours de noms en février 2011.
Le projet de construction du Kirjastosilta fait partie du projet Ihmiselle Parempi Keskusta, qui est financé par la ville de Turku et le Fonds européen de développement régional. L'entreprise Insinööritoimisto Seppo Rantala Oy, basée à Tampere, qui a également construit le pont Myllysilta situé sur l'Aurajoki, a été choisi comme constructeur du pont le 17 octobre 2012.
Les premiers travaux commencent le 11 décembre 2012, mais la construction du pont lui-même commence au printemps 2013 après la fonte des glaces. Un chemin de chantier est construit au-dessus de l'Aurajoki sur des pieux d'échafaudage. Dans le même temps, les murs de la rive est du fleuve sont rénovés sur une longueur de 160 mètres, ce qui représentait un travail plus important que la construction du pont lui-même,. Pour cette raison, la mise en service du pont a été légèrement retardée, bien que la construction été achevée dans les délais prévus en octobre 2013. L'empilage du pont de la bibliothèque a été fait au printemps, avec la fondation de six pieux excavés de plus d'un mètre d'épaisseur, qui ont été enfoncés dans le substrat rocheux à une profondeur de 27 mètres. Les travaux d'échafaudage et de coffrage du pont ont commencé en mai. Le renforcement du pont a commencé fin juin et à la mi-juillet, le pont a été bétonné.

## Polémique sur son emplacement
Le débat concernant le pont a duré plusieurs années. Les opposants au pont de la bibliothèque ont justifié leur position en disant, entre autres, que le pont gâcherait le paysage national de l'Aurajoki et que placer le pont entre Vähätori et Vanha Suurtori serait une meilleure option,. Il a été décidé pour la première fois de construire le pont entre Kauppiaskatu et Rettiginrinne en 2009.
Le conseil municipal de Turku a approuvé la proposition de zonage pour le pont de la bibliothèque le 14 novembre 2011. La décision a été portée en appel devant le tribunal administratif de Turku, qui a rejeté les appels le 11 mai 2012. Un appel a été porté à la Cour administrative suprême concernant le plan d'implantation du pont. Cependant, le conseil de construction de Turku a accordé un permis au pont le 15 novembre 2012, ce qui signifiait que la ville de Turku pouvait commencer les travaux de construction avant la décision de la Cour suprême.
La Cour suprême a pris les appels en considération et les a rejetés le 30 novembre 2012.

## Prix et récompenses
En janvier 2014, Betoniteollisuus ry décerne au pont de la bibliothèque le prix de la structure en béton 2013. De l'avis du comité d'attribution, le pont qui s'incurve de la fin de Kauppiaskatu sur l'Aurajoki jusqu'au coin du palais Rettig est de forme sculpturale, représente une conception architecturale et structurelle habile et une finition exceptionnelle. Le pont à circulation douce dans un environnement historique exigeant se fond dans le paysage, mais en est néanmoins l'un des points focaux. Les lauréats sont les architectes Teo Tammivuori et Hanna Hyvönen et le concepteur de la structure le cabinet Insinööritoimisto Pontek Oy, l'entrepreneur principal du pont Insinööritoimisto Seppo Rantala Oy, l'architecte urbaniste Iina Paasikivi de l'urbanisme de Turku et le constructeur de ponts de la ville de Turku Kiinteistöliikelaitos.
Le pont a été élu pont de l'année 2014 en Finlande par l'association finlandaise des ingénieurs en génie civil (RIL).

## Galerie

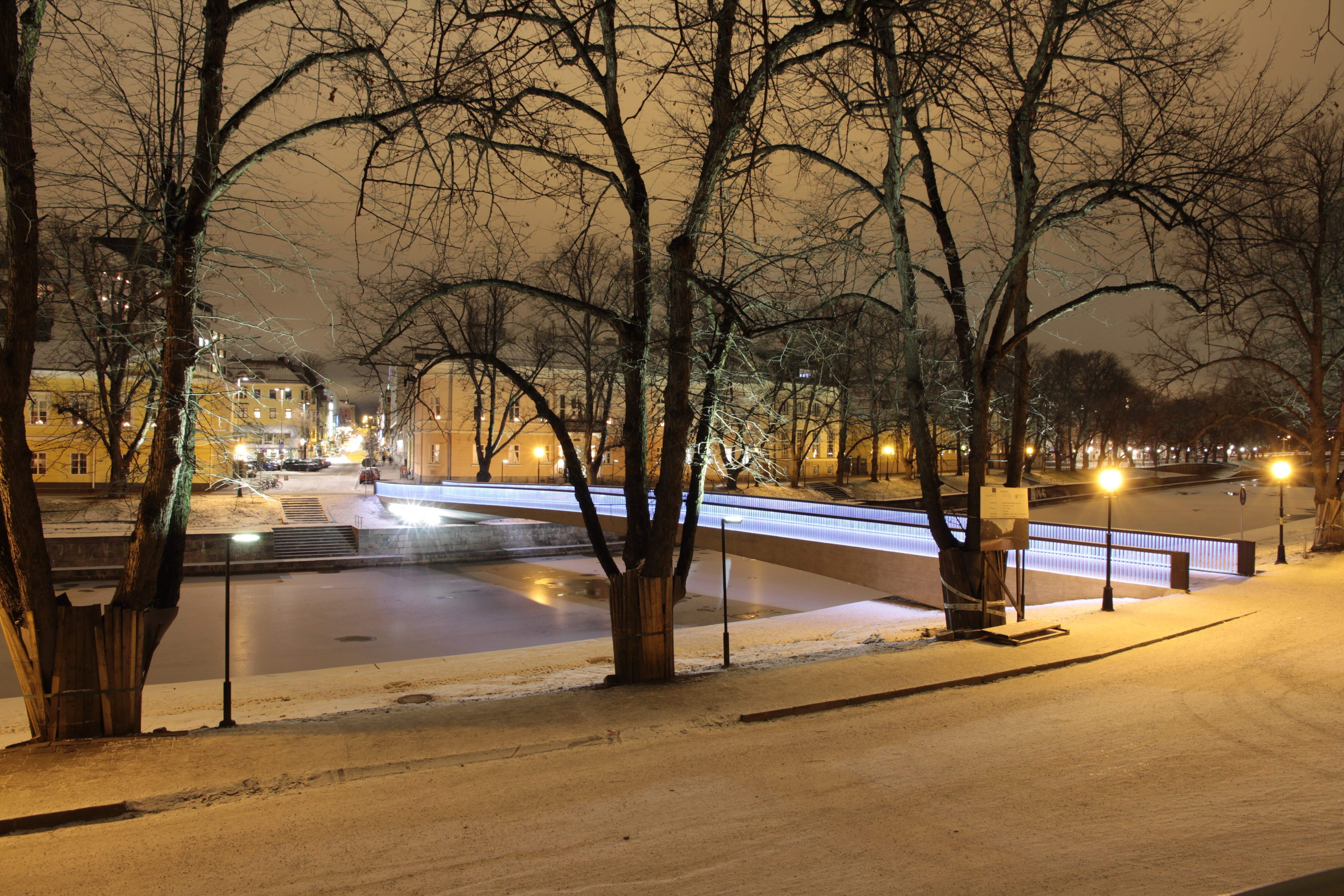
Pont de la bibliothèque, vu du parc de Runeberg.